# Ambassade du Canada en Italie
L'ambassade du Canada en Italie est la représentation diplomatique du Canada en Italie. Elle est située à Rome, capitale du pays. Son ambassadrice est, depuis 2021, Elissa Ann Golberg.

## Ambassade
Son siège officiel est situé dans une villa néo-gothique au 243 via Salaria, et les services ainsi que le consulat sont abrités dans un immeuble contemporain au 30, via Zara.

## Mission

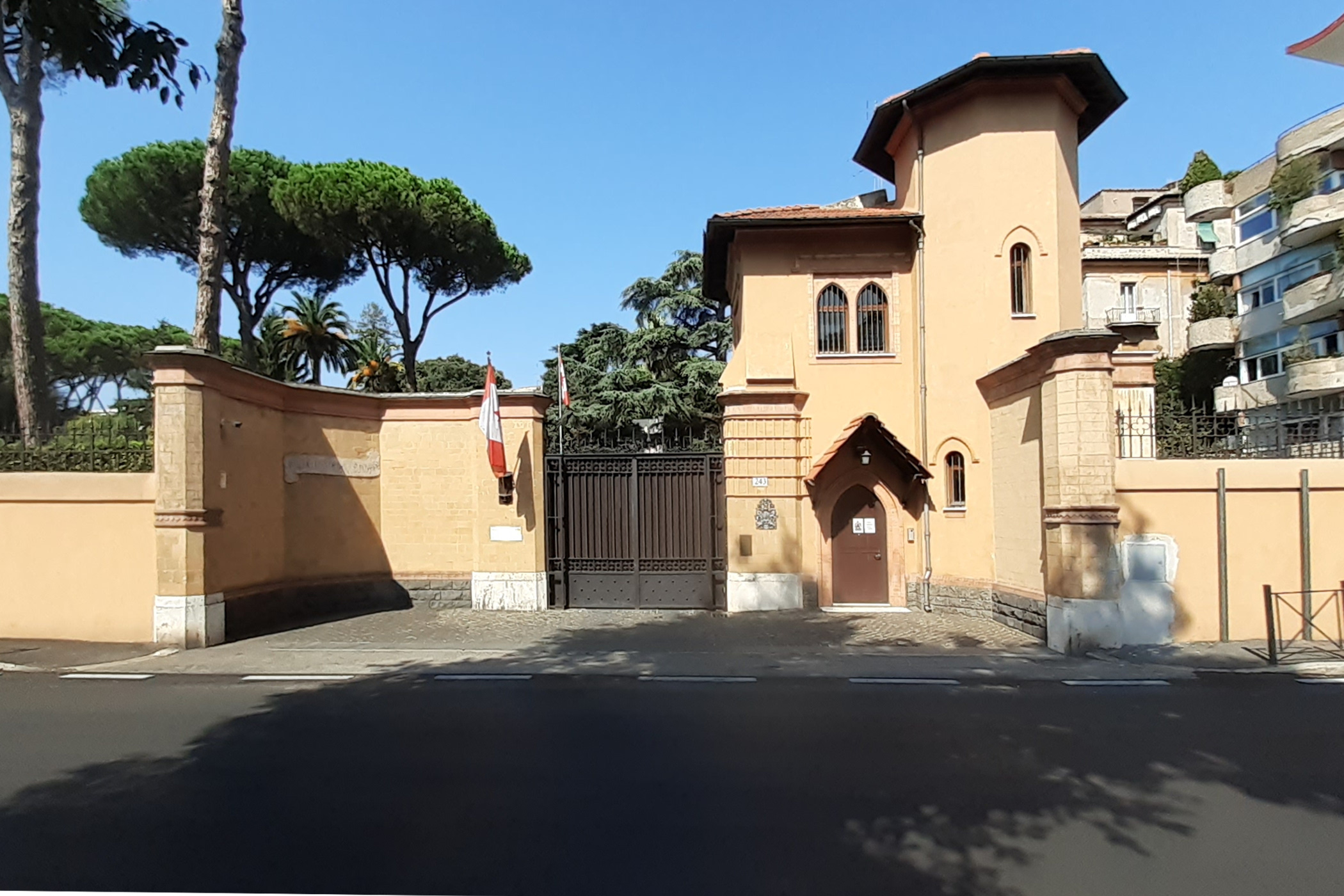
Bureau du Service des délégués commerciaux du Canada à Rome (Via Salaria 243)

Cette ambassade est responsable des relations entre le Canada et l'Italie et offre des services aux Canadiens sur le sol italien. Sa mission s'étend aussi à l'Albanie et à Malte (où on retrouve pour ces deux pays un consulat) ainsi qu'à la république de Saint-Marin. Outre Rome, le Canada possède un consulat à Milan.

## = Historique
Une légation canadienne est ouverte à Rome le 13 octobre 1947. Elle acquiert le statut d'ambassade le 26 juin 1948.

## Ambassadeurs
Cette représentation diplomatique canadienne est dirigée par un chef de mission qui porte le titre d'envoyé extraordinaire et ministre plénipotentiaire puis d'ambassadeur extraordinaire et plénipotentiaire (depuis 1948)
| #   | Nom                            | Titre      | Nomination               | Lettres de créance           | Fin de l'affectation |
| --- | ------------------------------ | ---------- | ------------------------ | ---------------------------- | -------------------- |
| 1er | Jean Désy                      | EEMP / AEP | 13 août 1947 3 juin 1948 | 13 octobre 1947 26 juin 1948 | 26 juin 1948         |
| 2e  | Pierre Dupuy                   | AEP        | 18 mars 1952             | 13 juin 1952                 | 18 août 1958         |
| 3e  | Léon Mayrand                   | AEP        | 2 octobre 1958           | 22 octobre 1958              | 25 juin 1962         |
| 4e  | Jules Léger                    | AEP        | 28 mai 1962              | 25 juillet 1962              | 17 avril 1964        |
| 5e  | Gordon Gale Crean              | AEP        | 21 février 1964          | 22 mai 1964                  | 16 février 1970      |
| 6e  | Evan Benjamin Rogers           | AEP        | 2 décembre 1969          | 17 mars 1970                 | 27 octobre 1972      |
|     | Wilmer James Collett           | CA int.    | 1973                     | -                            | -                    |
| 7e  | Klaus Goldschlag               | AEP        | 12 juillet 1973          | septembre 1973               | 23 janvier 1976      |
|     | Roger Anthony Bull             | CA int.    | 23 janvier 1976          | -                            | 14 juillet 1976      |
| 8e  | D'Iberville Fortier            | AEP        | 29 juin 1976             | 14 juillet 1976              | 27 juillet 1980      |
| 9e  | Joseph Evremond Ghislain Hardy | AEP        | 10 juillet 1980          | 9 octobre 1980               | -                    |
| 10e | Claude Talbot Charland         | AEP        | 29 mars 1985             | 24 avril 1985                | -                    |
| 11e | Alan William Sullivan          | AEP        | 17 octobre 1988          | 22 novembre 1988             | -                    |
| 12e | De Montigny Marchand           | AEP        | 23 septembre 1991        | -                            | 1996                 |
| 13e | Jeremy K.B. Kinsman            | AEP        | 19 août 1996             | -                            | 2000                 |
| 14e | Robert Fowler                  | AEP        | 26 juin 2000             | 27 octobre 2000              | 11 août 2006         |
| 15e | Alexander Himelfarb            | AEP        | 14 août 2006             | 20 septembre 2006            | avril 2009           |
| 16e | James Fox                      | AEP        | 15 juillet 2009          | 4 septembre 2009             | 20 août 2013         |
| 17e | Peter McGovern                 | AEP        | 10 juillet 2013          | 2 octobre 2013               | 2017                 |
| 18e | Alexandra Bugailiskis          | AEP        | 17 août 2017             | 21 septembre 2017            | 2021                 |
| 19e | Elissa Ann Golberg             | AEP        | 13 décembre 2021         |                              | en fonction          |